# San (lletra grega)
La san (Ϻ en majúscula i ϻ en minúscula) era una lletra de l'alfabet grec arcaic. Anava entre la Π i la Ϙ, en una posició paral·lela a la de la tsade fenícia, tot i que el seu nom ve de la shin.
Solia tenir un valor fonèmic de /s/, però va anar caient en desús a favor de la sigma. L'últim ús de què es té constància és a l'arcadoxipriota el segle vi aC. Tenia una forma lleugerament diferent (anomenada tsan) i tenia el valor d'una /ts/, com a substituta d'una consonant anterior (labiovelar abans de vocal frontal) que en altres dialectes havia estat reemplaçada per una tau.
La san (o bé la seva contrapartida fenícia) va passar als antics alfabet itàlics. En l'etrusc arcaic encara retenia la seva forma d'ema, però a partir del segle vi aC va canviar el seu aspecte per una forma més similar a la de la runa dagaz.